# Rune Karlson
Bengt Emil Rune Karlson, född 7 mars 1917 i Örebro, död 12 juni 2003 i Söderhamn, var en svensk läkare.
Karlson blev medicine kandidat vid Karolinska institutet i Stockholm 1939 och medicine licentiat där 1945. Han var andre underläkare vid Norrköpings lasaretts medicinska avdelning 1954–1955, förste underläkare vid kirurgiska avdelningen där 1955–1957, underläkare vid Karolinska sjukhusets kirurgiska avdelning 1960–1967 och blev överläkare vid Söderhamns lasaretts kirurgiska avdelning 1967, men överflyttade efter några år till Gävle sjukhus.